# Kosopoljanskia
Kosopoljanskia es un género de plantas pertenecientes a la familia Apiaceae. Comprende 3 especies descritas.

## Taxonomía
El género fue descrito por Yevgeni Korovin y publicado en Trudy Turkestanskogo Nauchnogo Obshchestva 1: 85. 1923. La especie tipo es: Kosopoljanskia turkestanica Korovin

## Especies
A continuación se brinda un listado de las especies del género Kosopoljanskia aceptadas hasta septiembre de 2012, ordenadas alfabéticamente. Para cada una se indica el nombre binomial seguido del autor, abreviado según las convenciones y usos.
- Kosopoljanskia hebecarpa Pimenov & Kamelin
- Kosopoljanskia pentaceros Korovin
- Kosopoljanskia turkestanica Korovin